# Gouvernement de la Polynésie française
Le Gouvernement de la Polynésie française constitue l'organe exécutif de la Polynésie française, collectivité d'outre-mer de la République française. Apparu en 1984 à la suite de la création du statut d'autonomie de la Polynésie, son siège se situe à la présidence de la Polynésie française, à Papeete dans l'île de Tahiti. Au total, 17 gouvernements polynésiens se sont succédé depuis la création du statut. 
L'actuel gouvernement est présidé par Moetai Brotherson, président de la Polynésie française depuis le 12 mai 2023, vice-présidé par Minarii Galenon-Taupua, vice-présidente de la Polynésie française.

## Attributions
Ses attributions sont régies par la section 5 du chapitre Ier, titre IV de la loi organique n° 2004-192 modifiée, du 27 février 2004, relatif au statut d'autonomie de la Polynésie française.
La fonction gouvernementale est exercée par l'ensemble des ministres, au sein du conseil des ministres, qui se réunit tous les mercredis sous la direction du président de la Polynésie française ou du vice-président de la Polynésie française.

## Composition du gouvernement
Le président de la Polynésie française choisit librement les ministres qui composent le gouvernement. Le nombre des ministres du gouvernement doit être compris entre sept ou dix membres. Le ministre peut être choisi au sein des membres de l’assemblée de la Polynésie française ou en dehors de cette enceinte. Une fois nommé par le président, celui-ci notifie au haut-commissaire de la République en Polynésie française, délégué du Gouvernement l’arrêté portant nomination et désignation des attributions de chaque ministre.
Parmi les ministres composant le gouvernement, l’un se verra attribuer le titre de vice-président. Celui-ci en plus de la direction de son département ministériel comme les autres ministres, exerce une fonction précise : il est chargé d’assurer l’intérim du président de la Polynésie française lorsque celui-ci est absent ou empêché. Il préside le conseil des ministres lorsque le président est absent.
L’arrêté de nomination des membres du gouvernement témoigne de l’ordre protocolaire qui existe au sein du gouvernement.

## Nominations des ministres

### Attributions d’un ministre

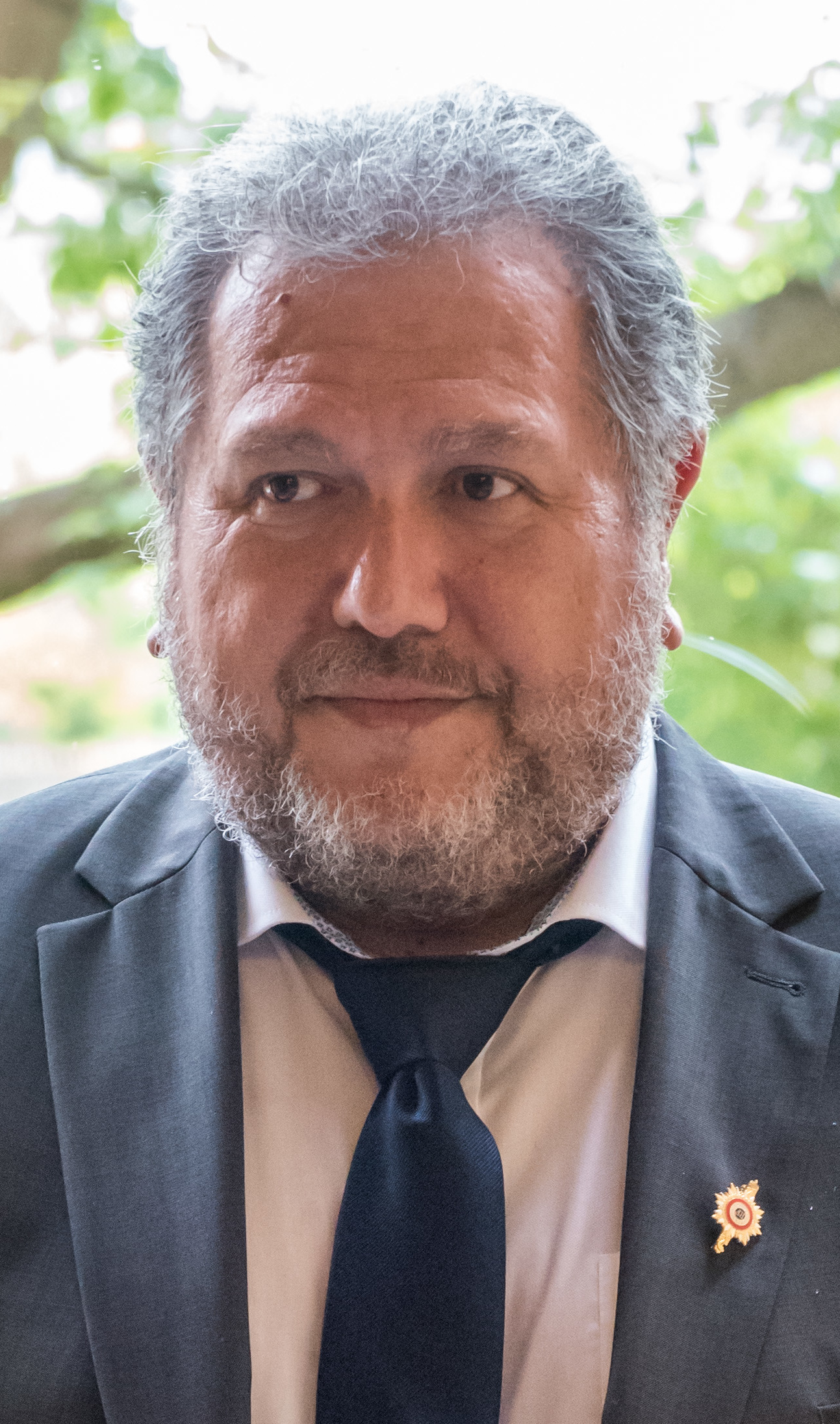
Moetai Brotherson, président de la Polynésie française

Le ministre reçoit délégation de pouvoir du président de la Polynésie française et peut « prendre les mesures nécessaires au bon fonctionnement de l’administration placée sous son autorité ». Le ministre peut déléguer sa signature aux responsables des services et aux membres de son cabinet.
Le ministre a autorité sur l’ensemble des services administratifs dont il a la charge et il est responsable devant le conseil des ministres de la gestion des affaires qui lui sont confiées. Le conseil des ministres peut également déléguer à un ministre des attributions dans un certain nombre de domaines : les licences de pêches, la transaction sur les litiges, etc.

### Fin des fonctions du ministre
La fin des fonctions du mandat présidentiel, pour quelque cause que ce soit (décès, démission, vote d’une motion de défiance, dissolution, etc.), entraîne la fin des fonctions de l’ensemble de l’équipe gouvernementale. Le ministre peut également présenter sa démission au président de la Polynésie française, qui lui en donne acte et informe deux autorités : le président de l’assemblée de la Polynésie française et le haut-commissaire.
Enfin, le président peut toujours procéder à un remaniement ministériel. À la fin de ses fonctions, le ministre antérieurement représentant retrouve son mandat d’élu de l’assemblée de la Polynésie française.

### Situation matérielle et régime de protection
Le ministre bénéficie :
- d’une indemnité mensuelle ;
- du remboursement des frais de transport et de mission ;
- d’une indemnité forfaitaire annuelle pour frais de représentation ;

- d’un régime de protection sociale.

L’indemnité du ministre est exclusive de toute rémunération publique. Cette indemnité peut-être cumulée avec diverses pensions civiles et militaires. Le cumul avec d’autres rémunérations et indemnités liées à d’autres mandats électoraux ou fonctions est encadré par la loi organique statutaire. En vertu de la législation sur la transparence financière de la vie politique, le ministre est tenu de déclarer sa situation patrimoniale dès sa prise de fonction.

## Compétences du gouvernement
Le conseil des ministres est chargé collégialement et solidairement des affaires de la compétence du gouvernement. La séance du conseil des ministres n'est pas publique et ses décisions sont portées à la connaissance du public par voie de communiqué. Le gouvernement, réuni en conseil des ministres, exerce de larges compétences. Il adopte des normes juridiques dans les matières relevant des compétences du conseil des ministres.
Il procède à de nombreuses nominations :
- nomination des emplois de direction des services, des établissements publics, des structures assimilées ;
- nomination des représentants de la Polynésie française au sein du conseil de surveillance de l'institut d'émission d'outre-mer ;
- nomination du directeur et de l'agent comptable de la Caisse de prévoyance sociale, des receveurs particuliers et des comptables des services et établissements publics du Pays ;
- nomination des officiers publics et ministériels.

Le gouvernement peut être consulté par le ministre chargé de l'outre-mer, par le haut-commissaire, ou par le gouvernement central sur les projets de décrets. Il a un droit d'information, sur des projets d'engagements internationaux qui interviennent dans les domaines de compétences de la Polynésie française ou qui sont relatifs à la circulation des personnes entre la Polynésie française et les Etats étrangers, sur des décisions prises par les autorités de la République dans le domaine monétaire, sur les budgets des communes de la Polynésie française, une fois que ceux-ci ont été adoptés par les conseils municipaux.
En outre, il peut émettre des vœux sur les questions relevant de la compétence de l'Etat, qui sont publiés au Journal Officiel de la Polynésie française. Il est aussi associé à l'État, pour l'exercice de certaines compétences, telles que la conduite des actions dans le domaine de la politique de communication audiovisuelle, l'élaboration des contrats d'établissement entre l'Etat et les établissements universitaires intervenant en Polynésie. 
Il participe au comité des finances locales et à la commission consultative d'évaluation des charges. Il peut également signer les conventions par lesquelles le haut-commissaire sollicite le concours d'agent publics de la Polynésie française, pour les services des douanes, du fisc, et de l’inspection du travail. Il désigne aussi les représentants de la Polynésie française au sein du conseil d'administration ou du conseil de surveillance des sociétés d'économie mixte. 
Enfin, le gouvernement peut organiser un référendum local, après autorisation de l'assemblée de la Polynésie française, sur tout projet d'acte réglementaire relevant de ses attributions. En outre, vis-à-vis des autres institutions de la Polynésie française, le gouvernement dispose de nombreux pouvoirs relatifs à leur fonctionnement.

## En cas d'absence du président de la Polynésie
Si le gouvernement constate l'absence ou l'empêchement du président, il peut saisir le Conseil constitutionnel, négocier les arrangements administratifs et les conventions internationales dans le domaine de compétence de la Polynésie française après délibération du conseil des ministres et approuver les arrangements administratifs et les conventions de coopération décentralisée.

## Composition
| Poste | Titulaire | Titulaire | Titulaire               | Parti  |
| --- | --------- | --------- | ----------------------- | ------ |
| Président Chargé du Tourisme, des Transports aériens internationaux, de l'Égalité des territoires, des Affaires internationales, du Développement des archipels, de l'Économie numérique et des Conséquences des essais nucléaires |           |           | Moetai Brotherson       | Tavini |
| Vice-présidente Ministre de la Culture, de l'Enseignement supérieur, de l'Environnement, du Foncier, de l'Artisanat, chargé des Relations avec les institutions                                                                    |           |           | Eliane Tevahitua        | Tavini |
| Ministre de la Fonction Publique, de l'Emploi, du Travail, de la Modernisation de l'administration et de la Formation professionnelle                                                                                              |           |           | Vannina Crolas          | Tavini |
| Ministre des Solidarités, du Logement, chargé des Familles et des Personnes non-autonomes |           |           | Minarii Galenon-Taupua  | Tavini |
| Ministre de l’Économie, du Budget, des Finances, chargé des Énergies |           |           | Tevaiti-Ariipaea Pomare | AHIP   |
| Ministre du Secteur primaire, chargé de la Recherche et de l'Alimentation |           |           | Taivini Teai            | Tavini |
| Ministre de l'Éducation |           |           | Ronny Teriipaia         | Tavini |
| Ministre de la Santé, chargé de la Prévention et de la Protection sociale généralisée |           |           | Cédric Mercadal         | Tavini |
| Ministre des Sports, de la Jeunesse et de la Prévention de la délinquance |           |           | Nahema Temarii          | Tavini |
| Ministre des Grands Travaux, chargé des Transports terrestres et maritimes |           |           | Jordy Chan              | Tavini |